# Unverdächtige Konstante
Eine Unverdächtige Konstante (auch Leerer-Ärmel-Zahl, abgeleitet von englisch nothing-up-my-sleeve number) ist eine in einem kryptografischen Verfahren (z. B. Blockverschlüsselung oder Hashfunktion) genutzte pseudozufällige Konstante, die nach einer einfachen Regel gebildet wird und daher dem Konstrukteur des Verfahrens wenig Möglichkeiten zur gezielten Beeinflussung bietet.
Das soll dem möglichen Verdacht entgegenwirken, der Konstrukteur habe das Verfahren durch gezielte Wahl der Konstante auf eine schwer nachweisbare Weise geschwächt, oder er habe dadurch eine „Hintertür“ eingebaut, durch die jemand mit speziellem Wissen das Verfahren brechen kann.

## Beispiele
Beispielsweise kann man die Konstante aus den binären Nachkommastellen einer bekannten mathematischen Konstanten bilden, wie etwa aus der Kreiszahl, wie es bei Blowfish gemacht wurde. Für SHA-2 hat man die Konstanten aus den Quadrat- bzw. Kubikwurzeln der kleinsten Primzahlen erzeugt.
Die Blockchiffre Khafre verwendet für die S-Boxen Zufallszahlen, die aus dem von der RAND Corporation veröffentlichten Buch A Million Random Digits with 100,000 Normal Deviates entnommen sind. Die Blockchiffre NewDES leitet die Konstanten der S-Boxen mittels eines Algorithmus ab, der die Buchstaben aus der Unabhängigkeitserklärung der Vereinigten Staaten zu einer Zahlenreihe umwandelt.
Ein Gegenbeispiel stellen die S-Boxen des Data Encryption Standard dar. Diese wurden während der Entwicklung durch die National Security Agency modifiziert, was Anlass zu Spekulationen über eine mögliche Hintertür gab. Erst deutlich später wurde bekannt, dass es sich dabei um eine Schutzmaßnahme gegen differentielle Kryptoanalyse gehandelt hatte. Beim Zufallszahlengenerator Dual_EC_DRBG hingegen, der ebenfalls Konstanten unklarer Herkunft verwendet, hat sich der Verdacht auf eine Hintertür erhärtet, woraufhin NIST die Einsatzempfehlung zurückzog.